# 飯田藤村子
飯田 藤村子（いいだ とうそんし、1914年1月4日 - 1995年7月4日）は昭和初・中期の俳人。

## 来歴
本名は新次。千葉県東葛飾郡出身。幼少のころより俳句に関心を持ち、後に島崎藤村と出会い藤村子の俳号を与えられた。活動の場を千葉県東葛飾郡流山町（現:流山市）に移して流山俳句会を結成し、俳誌「黄楊」を主催した。1995年7月4日に死去。戒名は俳徳新峰信士。

## 代表俳句
- 「盆の月母と父との二つ出よ」

## つげ句会
｢黄楊」を主宰していた飯田藤村子の遺産の流山各地句会を引継ぎ、1995年発足。主選者は鳥居美智子が中心となり現在に至っている。

## 句集
- 「弘法麦」一日書房　発行年月:1985年4月
- 「知足」崙書房出版　 発行年月:1991年7月
- 「和円」出版社不明